# Georgenthalweiher
Der Georgenthalweiher ist ein Waldteich auf dem Gebiet der Gemeinde Haundorf im mittelfränkischen Landkreis Weißenburg-Gunzenhausen.

## Beschreibung
Der etwa 0,3 Hektar große Weiher liegt südlich des Mönchsbergs auf einer Höhe von 453 m ü. NHN im Haundorfer Wald, der Teil des Spalter Hügellandes ist und im Fränkischen Seenland liegt. Der Weiher liegt gut anderthalb Kilometer nordwestlich vom Dorf Haundorf entfernt sowie gut zwei Kilometer westsüdwestlich von Oberhöhberg und ein Kilometer nordöstlich von Lindenbühl. Der Weiher wird vom Abfluss der etwa 600 Meter nordöstlich am Südosthang des Mönchsbergs entspringenden Pechhüttenquellen gespeist. Ihm entfließt nach Westen der Mönchberggraben, der über den Nesselbach in den Altmühlsee entwässert.
Am Südufer vorbei führt ein Wanderweg vom Rangau-Querweg im Westen, der im Nordosten Anschluss an die Rangau-Linie hat. Unweit befand sich das 1695 errichtete Jagdschloss Georgenthal der Ansbacher Markgrafen.